# Paracnemolia schoutedeni
Paracnemolia schoutedeni är en skalbaggsart som beskrevs av Stefan von Breuning 1935. Paracnemolia schoutedeni ingår i släktet Paracnemolia och familjen långhorningar. Inga underarter finns listade i Catalogue of Life.